# Ingersleben
Ingersleben è un comune di 1 333 abitanti della Sassonia-Anhalt, in Germania.
Appartiene al circondario della Börde ed è parte della Verbandsgemeinde Flechtingen.

## Storia
Il comune di Ingersleben venne formato il 1º gennaio 2010 dall'unione dei 4 comuni di Alleringersleben, Eimersleben, Morsleben e Ostingersleben.